# Junior Detectives
Junior Detectives is een reeks van vier pc-games uitgebracht in het jaar 2000 door Mindscape in samenwerking met TLC Multimedia. Alle vier de games zijn van educatieve aard, met name bedoeld voor leerlingen in het basisonderwijs. De spellen draaien om een avontuur dat de personages beleven, vaak aangeduid als 'mysterie' of 'geheim' dat door hen opgelost moet worden. Hiervoor moeten door de speler van het spel verschillende soorten opdrachten gedaan en puzzels opgelost worden in verschillende soorten vakgebieden: rekenen, taal, woordenschat, geschiedenis, aardrijkskunde en meer.

## Spellen in de serie
- Het mysterie van de verloren stad

Het eerste spel in de reeks is gericht op leerlingen van 7 tot 9 jaar (groep 5).
- Het geheim van de pyramide

Dit spel, dat het tweede is in de reeks, richt zich op leerlingen van 8 tot 10 jaar (groep 6).
- Het geheim van de levende vulkaan
- Het rijk van de muterende planten